# Literaturpreis
Ein Literaturpreis ist eine Auszeichnung, die meist an Schriftsteller für besondere Leistungen auf dem Gebiet der Literatur vergeben wird. In der Regel wird ein Literaturpreis für ein einzelnes Werk oder für das Lebenswerk eines Schriftstellers verliehen. Literaturpreise sind ein wichtiger Bestandteil des Literaturbetriebs.
Literaturpreise werden in regelmäßigen Abständen von staatlichen Institutionen, Verbänden, Akademien, Stiftungen, Verlagen, Vereinen oder Einzelpersonen vergeben. Meist ist die Vergabe mit einem Geldbetrag, einer Medaille oder einem Stipendium verbunden.
Nach dem Kreis der Empfänger wird zwischen internationalen und nationalen (einschließlich regionalen) Literaturpreisen unterschieden. Im deutschsprachigen Raum hat die Vergabe von Literaturpreisen seit den 1970er Jahren stark zugenommen. Während Angelika Mechtel 1972 von ungefähr 200 Preisen pro Jahr ausging, schätzte Uwe Wittstock im Jahr 2007 die Zahl auf mehr als 700. Das Goethe-Institut nannte für das Jahr 2000 allein für Deutschland 1331 Einzelvergaben, was einen europäischen Spitzenwert darstellte.
Bei einigen der bedeutenden internationalen Preise, aber etwa auch beim Deutschen Buchpreis führt die Auswahl der Preisträger über die Erstellung einer Longlist der Kandidaten zu einer Shortlist, aus der schließlich der Gewinner des Preises ermittelt wird.
Zu den international bekanntesten Literaturpreisen gehören der Nobelpreis für Literatur, der Pulitzer-Preis, der Booker Prize, der Prix Goncourt, der Cervantespreis und der Preis des Europäischen Buches. Aus dem deutschsprachigen Raum sind zum Beispiel der Georg-Büchner-Preis und der Ingeborg-Bachmann-Preis bekannt.

## Belege
1. ↑  Burckhard Dücker, Verena Neumann: Literaturpreise. Register mit einer Einführung: Literaturpreise als literaturgeschichtlicher Forschungsgegenstand. 2005, S. 5.